# Wilma Pietzke
Wilma Pietzke (* 30. Oktober 1912 in Bromberg; † 11. Oktober 1977 in Berlin) war eine deutsche Malerin.

## Leben und Werk
Wilma Pietzke, geb. Rhau, war die Tochter des Sportreiters, Pferde- und Geflügelzüchters Oberstleutnant Bruno Rhau (1876–1957). Die Familie zog nach Stettin, dann nach Erfurt und nach Sondershausen. Dort besuchte Wilma Rhau von 1919 bis 1922 die Grundschule und bis 1928 das Lyzeum mit Deutscher Aufbauschule. Bis zum Beginn ihres Studiums half sie auf dem Hof ihres Vaters. Sie war eine leidenschaftliche Reiterin und nahm mit Erfolg an Turnieren teil. Von 1931 bis 1933 studierte sie bei Adolf Grabowski an der Hochschule für Musik Sondershausen Klavier und Harmonielehre. Dann machte sie bis 1935 in Sondershausen, Morungen und bei ihren Großeltern in Stettin eine land- und hauswirtschaftliche Ausbildung. In dieser Zeit hielt sie sich 1935 auch in Rättvik auf. Dabei nahm sie in Stockholm bei Maja Setterberg (1896–1950) Malunterricht.
Von 1936 bis 1939 studierte Wilma Rhau an der Kunstgewerbeschule Stettin, insbesondere Gebrauchsgrafik und Malerei bei Vincent Weber. 1937 wollte sie mit ihrem späteren Ehemann Hans Pietzke zur Weltfachausstellung in Paris reisen. Das wurde von der Gestapo unterbunden, weil beide wegen ihrer antinazistischen Haltung nicht bereit waren, der NSDAP beizutreten.
1938 und 1939 machte Wilma Rhau an der Kunstgewerbeschule das 1. und 2. Staatsexamen. Von 1939 bis 1940 hatte sie dort ein Meisteratelier und beschäftigte sie sich vor allem mit druckgrafischen Techniken, Illustrationen, Kunstschriften und Gebrauchsgrafik. Für das Rote Kreuz in Stettin schuf sie ihr erstes Wandbild.
Nachdem sie 1940 Pietzke geheiratet hatte, zogen beide an das Ostsee-Haff nach Bellin-Ueckermünde, wo sie sich dann ab 1949 ein Haus bauten, das „Haus der goldenen Blüte“.
Nach dem Ende des Zweiten Weltkrieges engagierte Wilma Pietzke sich beim kulturellen Neuaufbau. Sie gehörte 1946 zu den Gründungsmitgliedern des Kulturbunds, dessen Künstlergruppe für den Kreis Ueckermünde sie leitete, und war 1952 Mitbegründerin des Verbands Bildender Künstler der DDR im Bezirk Neubrandenburg. Aber es war ihr anfangs kaum möglich, künstlerisch zu arbeiten. „Die Pflichten einer Mutter, der mühsame Aufbau einer neuen Existenz … hemmten auf lange Zeit die Entfaltung ihrer schöpferischen Kraft. So gingen zunächst durch ihre Hände Ziegel und Zement … Kühe und Rüben.“ Den Dorfbewohnern galt sie lange Zeit als Außenseiterin, als nicht „geheures Frauenzimmer“. 1947 fand sie Kontakt zu den Malerfamilien auf Usedom. 1949 erhielt Wilma Pietzke die amtliche Zulassung als Malerin und Grafikerin. Gefördert und künstlerisch beeinflusst von Otto Manigk begann ihre künstlerische Entwicklung erst Ende der 1950er Jahre. Ab 1956 arbeitete sie freiberuflich als Malerin, daneben zur Sicherung des Lebensunterhalts u. a. als Zirkelleiterin im Kreiskulturhaus und in Einheiten der NVA.
In den ersten Jahren schuf Wilma Pietzke vor allem Landschaftsbilder. Zu den wichtigen frühen Werken gehören u. a. die Bilder Schwedische Landschaft (Öl, 60 × 80 cm, 1963; erworben von ihrem Freund und Gönner Otto Niemeyer-Holstein), Kranker Guido (Öl, 47 × 92 cm, 1964) , Polnisches Tuch (Öl, 80 × 60 cm, 1966) und Reitzirkel der GST (Öl, 100 × 125 cm, 1967).
Ab Ende der 1960er Jahre machte sie auch experimentelle Arbeiten mit Fundstücken aus der Natur.
1975 erkrankte Wilma Pietzke an Krebs. Gegen Ende ihres Weges schuf sie 1976 die großen Bilder in Relieftechnik Wasser und Wald (beide 125 × 145 cm), zu denen Klaus Werner schrieb: „Der Fluss der Form und die widerspruchsfreie Führung der Farben können durchaus als Zusammenfassung dessen gelten, was ihr als Natur-Gleichnis seit Mitte der sechziger Jahre vor Augen stand.“
Das Œuvre Wilma Pietzkes umfasst vor allem Tafelbilder, Aquarelle, Zeichnungen und keramische Wandarbeiten an öffentlichen Gebäuden. Von 1960 bis zu ihrem Ableben hatte sie vierzehn Einzelausstellungen, und ab 1947 war sie an dreizehn Ausstellungen beteiligt. Bilder Wilma Pietzkes wurden u. a. vom Bundesvorstand des Demokratischen Frauenbund Deutschlands und vom Zentrum Bildende Kunst Neubrandenburg erworben.
Wilma Pietzke hatte drei Geschwister. Ihre Schwester Christa (1902–1982) war Kreisapothekerin von Wittenberg, der Bruder Wolfgang (1904–1987) war u. a. Kaufmann und lebte ab 1956 in Perth Amboy, Albrecht (1906–1946) war Oberstleutnant der Wehrmacht und starb in sowjetischer Kriegsgefangenschaft.
Wilma Pietzke war ab 1940 mit dem damaligen Privatgelehrten und Wirtschaftstreuhänder und späteren Steuerberater Hans Pietzke (1896–1964) verheiratet, der die Familie 1956 verließ und nach Westberlin ging. Sie hatten drei Kinder: Vera-Idun (geboren und verstorben 1941), Iwan-Reiner Pietzke (* 1942) und den späteren Leichtathleten und Sportfunktionär Guido Nithard Pietzke (1949–2010), an den seit 2010 der Ueckermünder Abendlauf erinnert.
Wilma Pietzke unterhielt eine enge Künstlerfreundschaft mit Susanne Kandt-Horn.

## Rezeption
„Die Motive ihrer Werke sind selbst da, wo sie pathetisch erscheinen, einfach, präzise, wahrhaftig. Innere Leidenschaftlichkeit ist das Bekenntnis, welches sie als Frau ohne Scheu ablegt.“
Klaus Werner

## Werke (Auswahl)

### Tafelbilder
- Selbstporträt / Abschied vom Sommer (Öl, 80 × 60 cm, 1959)
- Melodie (Öl, 1966)[5]
- Herbstblumen (Eitempera, 80 × 60 cm, 1969)[6]
- Wald (Eitempera, 1974)[7]

### Baugebundene Werke
- Fischerei (keramisches Mosaik, 1961; Ueckermünde, Apfelallee 2, Oberschule „Max Matern“, heute Greifen-Gymnasium)
- Wandkeramik (Ueckermünde, Geschwister-Scholl-Straße 40, Eingangsfoyer der Haff-Grundschule)

## Ausstellungen (unvollständig)

### Einzelausstellungen
- 1966: Berlin, Pavillon „Moderne Kunst“ (mit Doris Kahane, Vera Kopetz und Susanne Kandt-Horn)
- 1972 und 1974 Neubrandenburg, Haus der Kultur und Bildung
- 1977: Berlin, Galerie Arkade

#### Postum
- 1978: Neubrandenburg, Galerie im Friedländer Tor
- 2006: Neubrandenburg, Kunstsammlungen („Mit Malen begonnen! Welch Glück!“)
- 2012: Ueckermünde, Kulturspeicher

### Ausstellungsbeteiligungen
- 1957, 1972 und 1974: Neubrandenburg, Bezirkskunstausstellungen
- 1967/1968 und 1972/1973: Dresden, VI. Deutsche Kunstausstellung und VII. Kunstausstellung der DDR

#### Postum
- 2017: Neubrandenburg, Kunstsammlungen („Bezaubernd schön. Florales aus dem Bestand der Kunstsammlung“)